# Doris fretterae
Doris fretterae is een slakkensoort uit de familie van de Dorididae. De wetenschappelijke naam van de soort werd voor het eerst geldig gepubliceerd in 1980 door T. E. Thompson.